# 松永貞徳

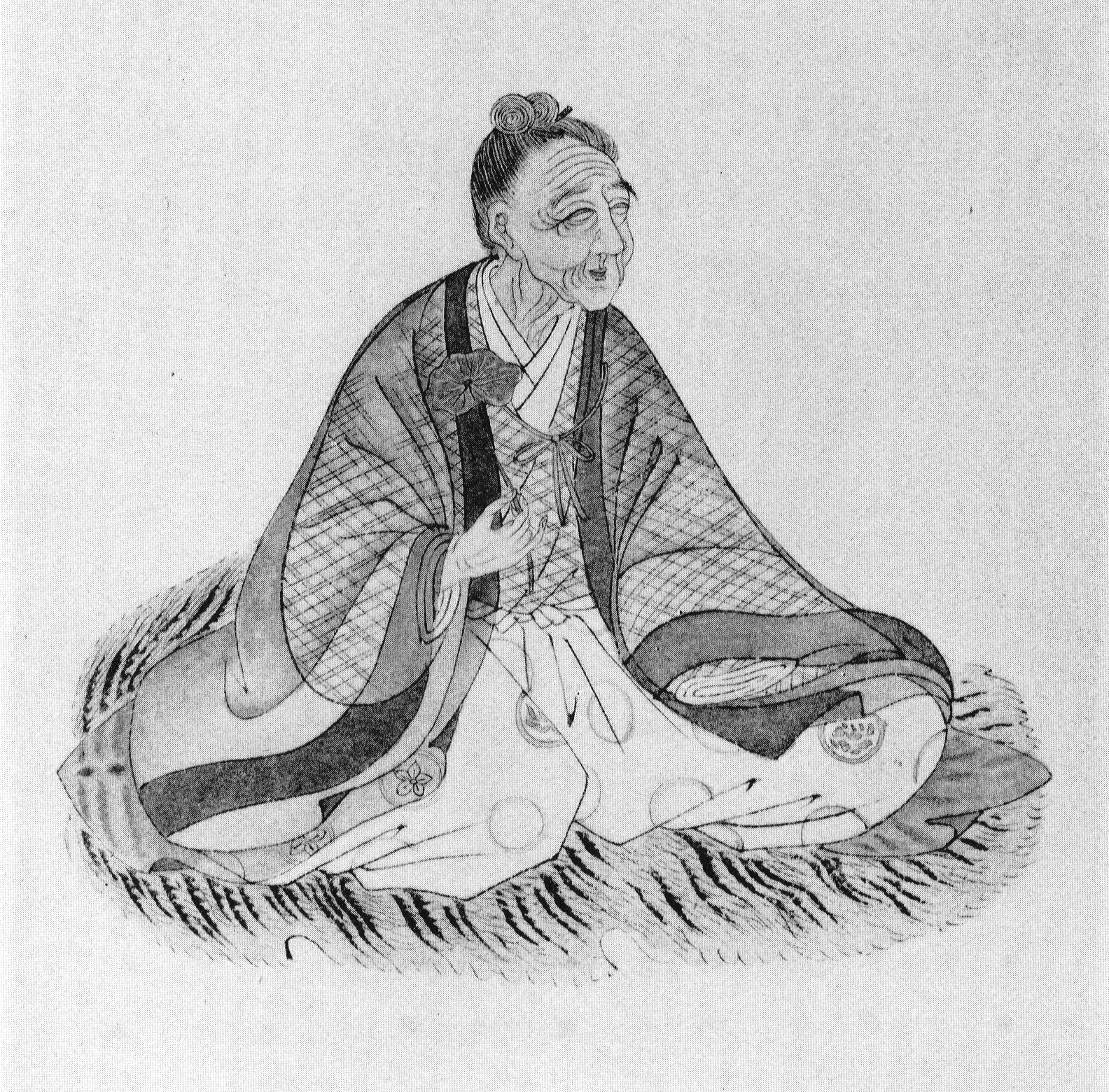
松永貞徳像

松永 貞徳（まつなが ていとく、元亀2年（1571年） - 承応2年11月15日（1654年1月3日））は、江戸時代前期の俳人・歌人・歌学者。名は勝熊、別号は長頭丸（ちょうずまる）・逍遊軒（しょうゆうけん）・延陀丸（えんだまる）・保童坊・松友など。他に五条の翁・花咲の翁とも称し、明心居士の号もある。子は朱子学者の松永尺五。
父は松永永種で、母は藤原惺窩の姉。

## 経歴
出身は京都。連歌師・里村紹巴から連歌を、九条稙通や細川幽斎から和歌、歌学を学ぶほかに、五十数人に師事したという。20歳頃に豊臣秀吉の右筆となり、木下勝俊（長嘯子）を友とする。慶長2年（1597年）に花咲翁の称を朝廷から賜り、あわせて俳諧宗匠の免許を許され、「花の本」の号を賜る。
元和元年（1615年）私塾を開いて俳諧の指導に当たった。家集に『逍遊集』、著作に『新増犬筑波集』『俳諧御傘』などがある。
俳諧は連歌・和歌への入門段階にあると考え、俗語・漢語などの俳言（はいごん）を用いるべきと主張した。貞徳の俳風は言語遊戯の域を脱しないが、貞門派俳諧の祖として一大流派をなし、多くの逸材を輩出した。墓所は、京都市南区の上鳥羽実相寺。

## 出自
父の永種は松永久秀の子（甥とも）であったという説があるが、古くから疑義が呈されている。
貞徳が子の尺五に作成させた「家譜」（『尺五堂先生全集』所収）によると、永種は摂津国の武家で一族が高槻城主を務めた入江氏の出（入江政重の子）であり、永種の祖母・妙精を久秀の伯祖母（大おば）とする。永種が松永姓を名乗った事情については、父親から武家を継がないのならば入江の姓でなく祖母の実家の松永姓を名乗るよう遺言されたためという。
また、貞徳の父・永種の母は冷泉為孝の娘・妙忍、貞徳の母は藤原惺窩の姉（冷泉為純の娘）であることから、貞徳は下冷泉家と深い関係にあったことがわかる。

## 著作
- 「戴恩記」（小高敏郎校注 日本古典文学大系 岩波書店 1964年）
- 『貞徳家集』（吉田幸一編 古典文庫 1975年）
- 『歌林樸樕』（正宗敦夫編纂校訂 現代思潮社 1978年）
- 『校注俳諧御傘』（赤羽学編著 福武書店 1980年）
- 羅山・貞徳『儒仏問答』 註解と研究』（大桑斉、前田一郎編 ぺりかん社 2006年）

## 研究書
- 小高敏郎『松永貞徳の研究』正続　（至文堂、1953年 - 1956年、臨川書店、1988年）
- 島本昌一『松永貞徳 俳諧師への道』（法政大学出版局、1989年）
- 西田正宏『松永貞徳と門流の学芸の研究』（汲古書院、2006年）
- 高梨素子『松永貞徳と烏丸光広』（笠間書院、コレクション日本歌人選、2012年）